# Pappenheim
Pappenheim – miasto w Niemczech, w kraju związkowym Bawaria, w rejencji Środkowa Frankonia, w regionie Westmittelfranken, w powiecie Weißenburg-Gunzenhausen. Leży w Jurze Frankońskiej, ok. 10 km na południe od Weißenburg in Bayern, nad rzeką Altmühl, przy linii kolejowej Monachium - Berlin/Würzburg.

## Galeria

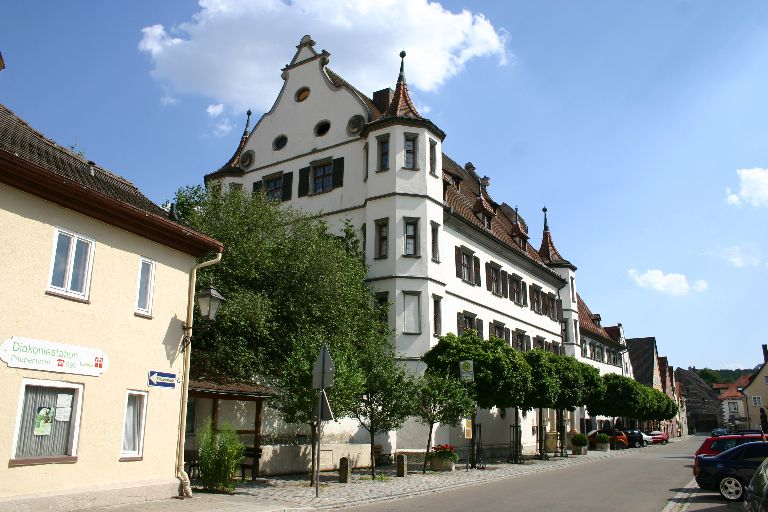
Stary zamek
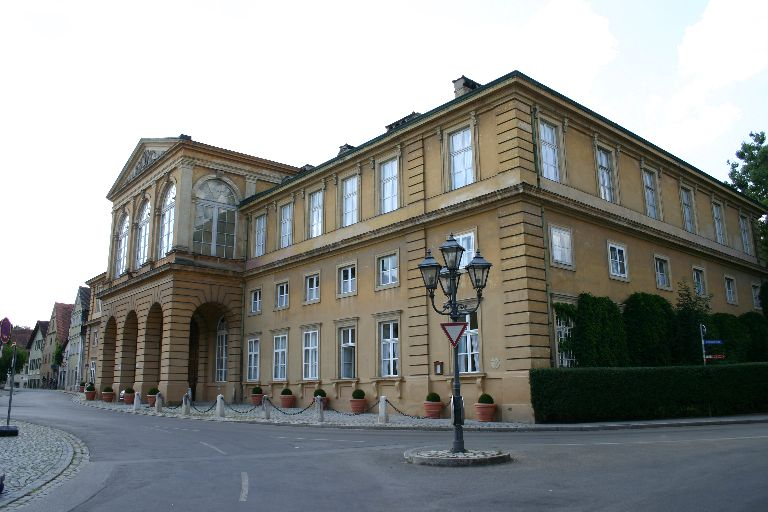
Nowy zamek

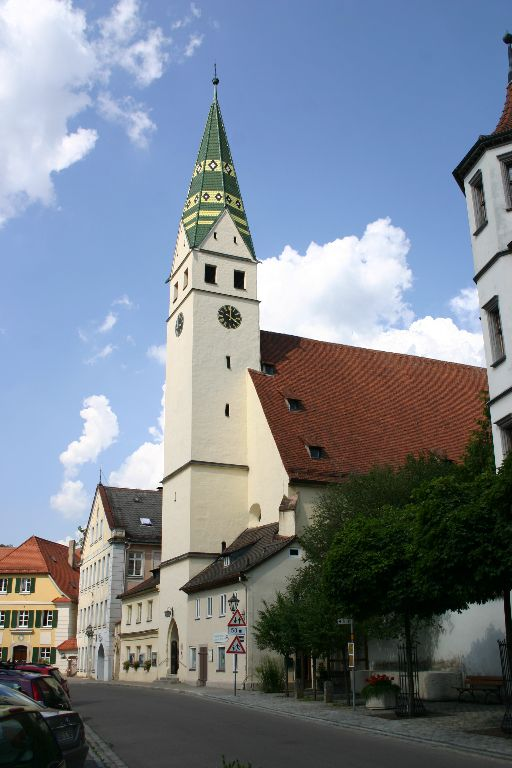
Kościół miejski pw. św Maryi (St. Marien)
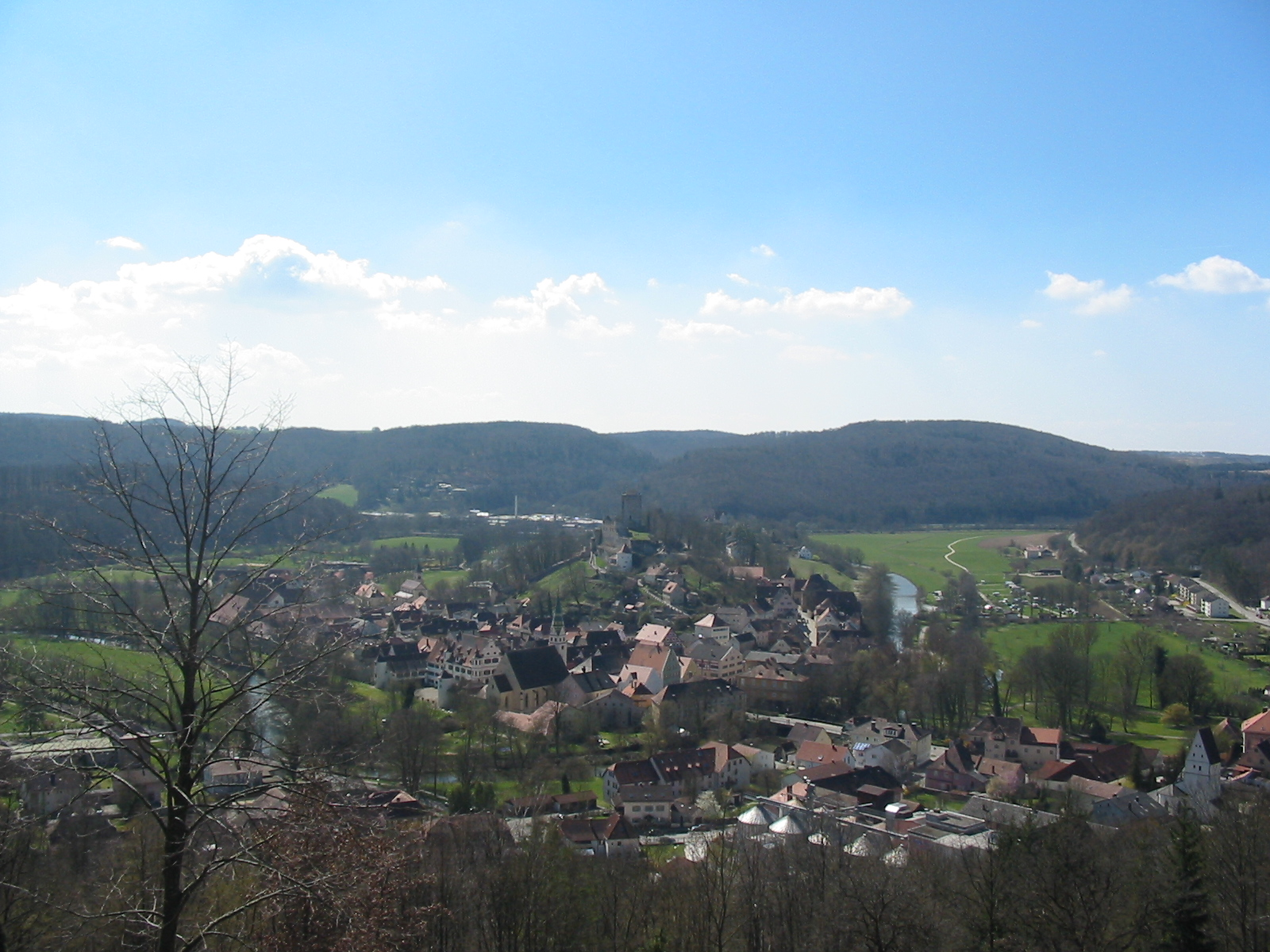
Widok z góry Weinberg